# Vandarawella bicolor
Genre
Espèce
Vandarawella bicolor, unique représentant du genre Vandarawella, est une espèce d'opilions laniatores de la famille des Assamiidae.

## Distribution
Cette espèce est endémique du Sri Lanka. Elle se rencontre vers Vandarawella.

## Description
Le mâle syntype mesure 3 mm et la femelle syntype 3 mm.

## Publication originale
- Roewer, 1935 : « Alte und neue Assamiidae. Weitere Weberknechte VIII (8. Ergänzung der "Weberknechte der Erde" 1923). » Veröffentlichungen aus dem Deutschen Kolonial- und Übersee-Museum in Bremen, vol. 1, no 3, p. 1–168.